# Breszti erőd

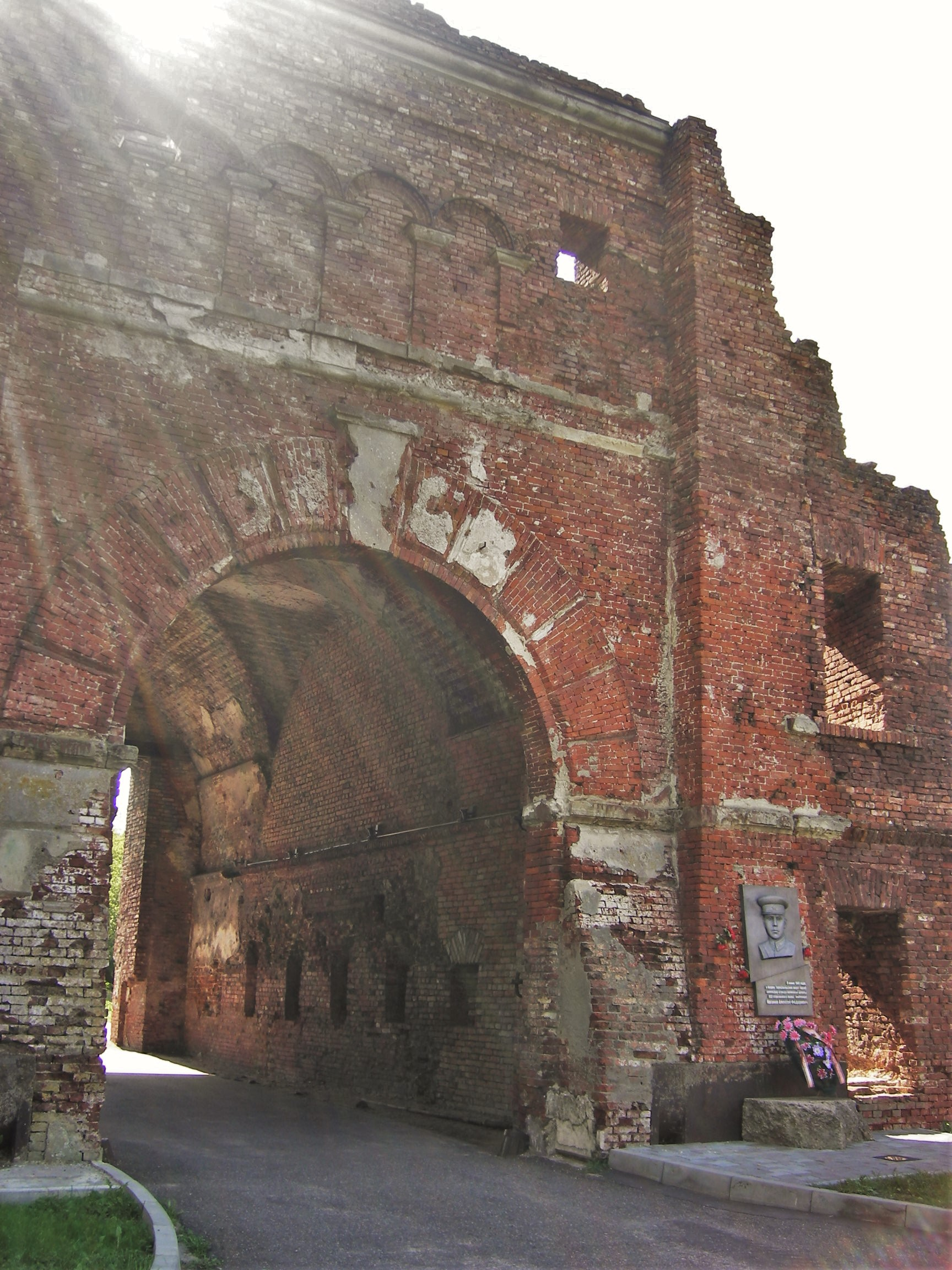
Az egyik kapu a déli bástyafalon

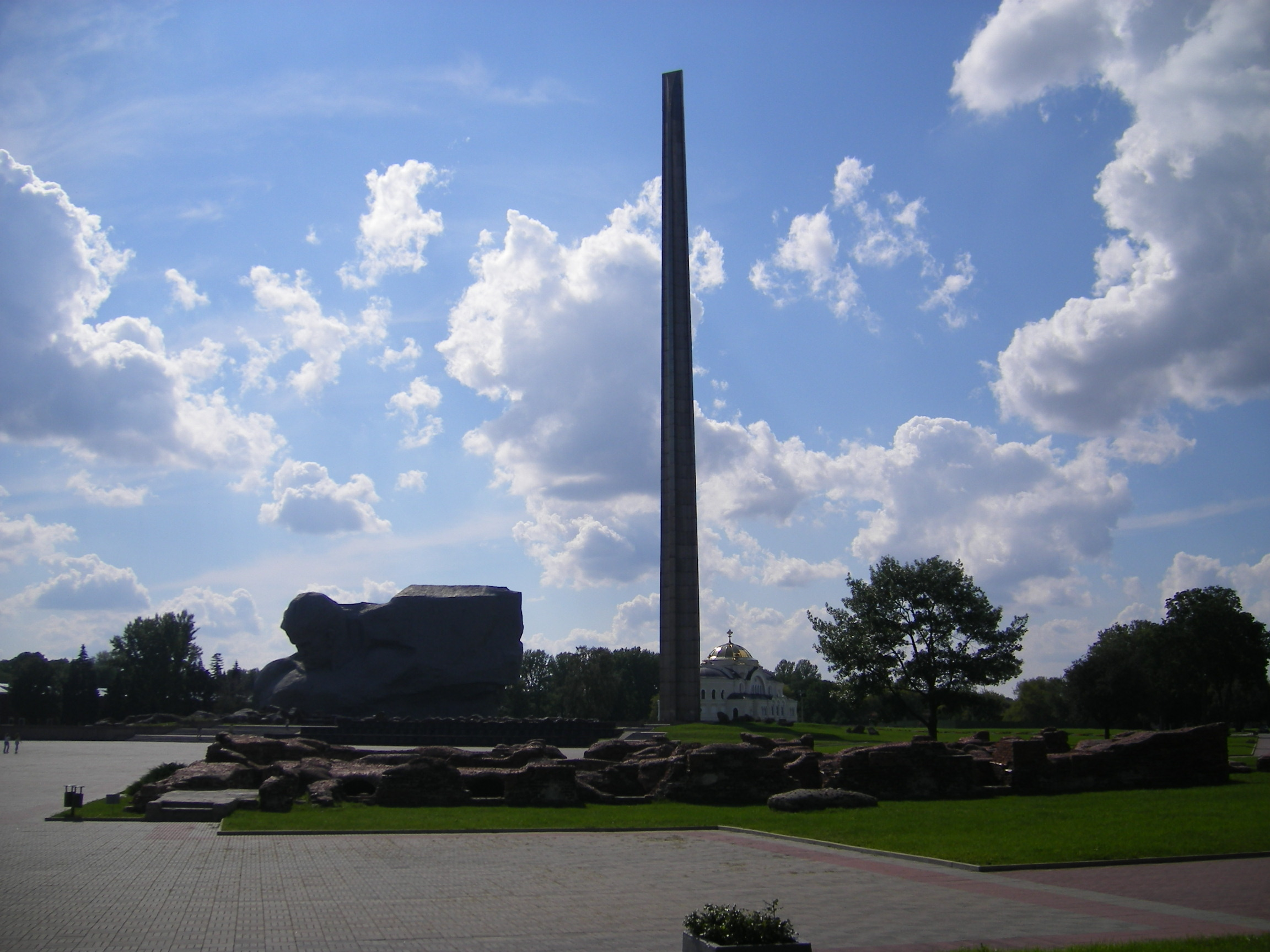
Az obeliszk

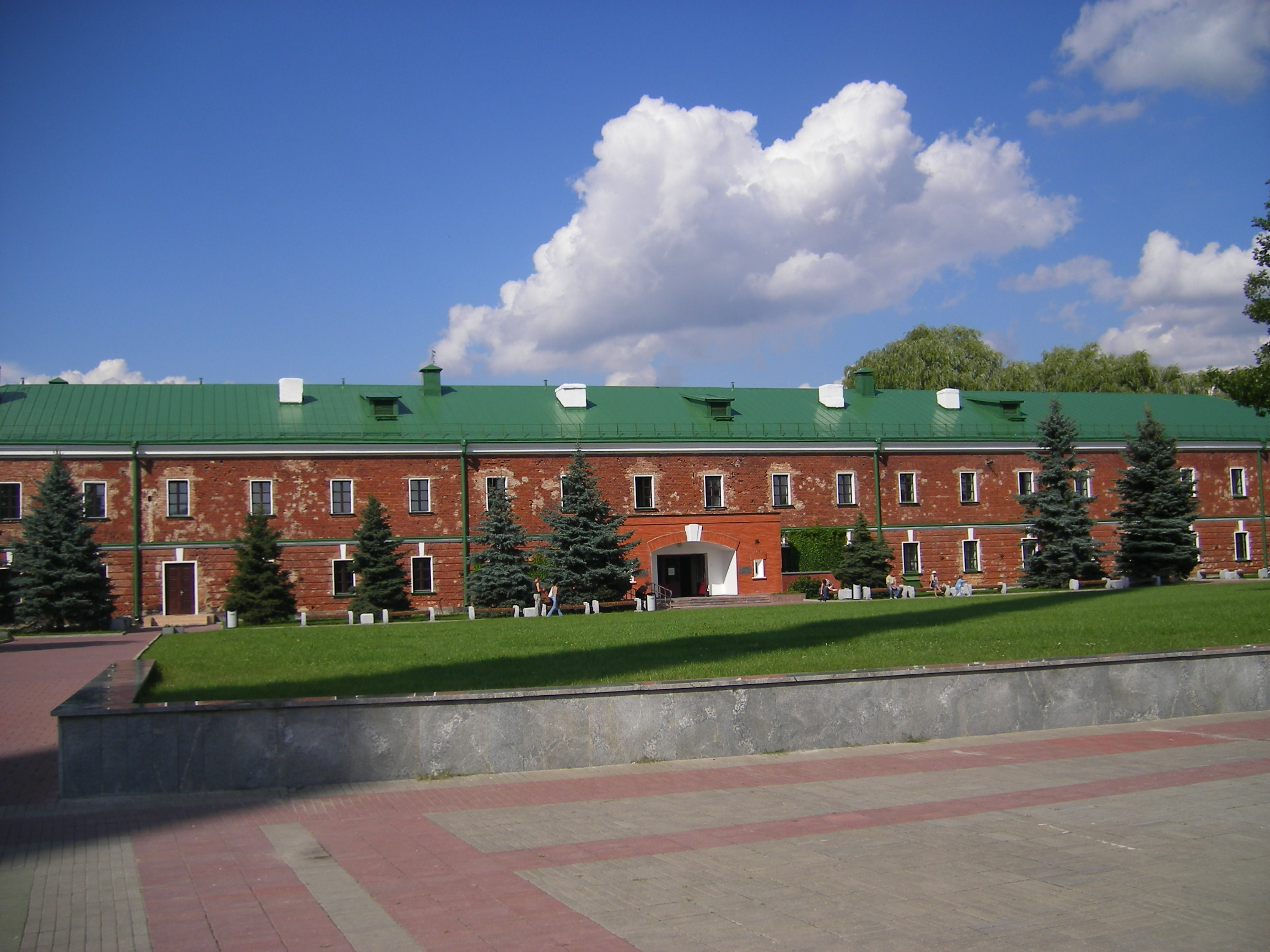
A múzeum épülete

A breszti erőd (oroszul Брестская крепость [bresztszkájá kréposzty]) – egy történelmi nevezetességű erőd Fehéroroszországban, Bresztben. Korábban breszt-litovszki erőd néven is ismerték. A Nyugati-Bug és a Muhavec folyók egybefolyásánál levő szigeten található. A városközpontból a Maserav sugárút vezet az erődhöz, mely ma történelmi emlékhely és egyben idegenforgalmi nevezetesség. A szigeten található citadellát három oldalról további erődítések védik (északról a Kobrini, nyugatról a Tereszpoli, délről a Volhíniai-védvonal).

## Története
Megépítésének gondolata már Napóleon 1812-es hadjárata után felmerült. Az erődöt a cári kormányzat építtette 1833–1838 között Karl Opperman tervei alapján. Az erőd építése miatt a városnak is arrébb kellett költöznie mai helyére. A századfordulón modernizálták. Az első világháború során 1915. augusztus 13-án foglalták el a németek. 1918. március 3-án itt írták alá a központi hatalmak és Szovjet-Oroszország a breszt-litovszki békét. A lengyel–szovjet háború során kétszer is gazdát cserélt, majd a rigai szerződéssel (1921) Lengyelországhoz került. 1930-ban a lengyel választások után számos ellenzéki politikust börtönöztek be az erődben. 1939 szeptemberében a lengyel helyőrség Konstanty Plisowski és Franciszek Kleeberg vezetésével 2 napig védte a Heinz Guderian vezetésével támadó németek ellen, akik a Molotov–Ribbentrop-paktum értelmében szeptember 22-én átadták az erődöt a Szovjetuniónak.
A Szovjetunió elleni támadás során az előrenyomuló német csapatok az első napon (1941. június 22.) körülzárták az erődben levő határőröket. Az erődöt egy héten belül bevették, de a katakombákban csaknem egy hónapon át (július 20-áig) kitartottak a túlerőben levő támadók ellen, akik csak rendkívül heves harc és nagy áldozatok árán tudták bevenni az erődöt. A védők közül csak néhányan maradtak életben. 1965. május 8-án az erőd megkapta a hősi címet (крепость-герой), egyetlen erődként a hős városok közül és egyben a Lenin-rendet is. 1971. szeptember 25-ére készült el az emlékműkomplexum.

## Az emlékműkomplexum
A Maserov sugárút végénél nyílik az erőd főbejárata, mely ötágú csillagot formáz. Innen a citadella központjához vezet az út, ahol örökláng lobog egy hatalmas dombormű előtt, mögötte 100 m magas obeliszk magasodik. A tér helyén állt egykor a Fehér palota, amely teljesen elpusztult az ostrom során. Hangszórókból a Szent Háború indulója (Szvjascsennaja vojna) és a június 22-i rádióközlemény hallatszik, melyet Levitan olvasott be. Az citadella északi épületében a hősök múzeumát rendeztek be, a déli bástyákon nyíló kapuk pedig a Nyugati-Bug partjára vezetnek. A bástyákat eredeti, golyó-lyuggatta állapotukban hagyták meg mementóként, leghíresebb közülük a Holmi-kapu (Holmszkije vorota). Egy kis hídon át a szomszédos Beresztje régészeti múzeumba vezet az út, mely a város középkori elődjének maradványait mutatja be.
A CNN tévécsatorna szerint a világ 11 legrondább emlékműve.

## Művészet
- A breszti erőd – háborús film, amelyet 2010-ben forgattak. Rendező: Alekszander Kott[4]